# Fabronia claviramea
Fabronia claviramea är en bladmossart som beskrevs av Brotherus in Mildbraed 1910. Fabronia claviramea ingår i släktet Fabronia och familjen Fabroniaceae. Inga underarter finns listade i Catalogue of Life.